# Jean Rabier
Jean Rabier [ˌʒã ʀabˈje] (* 16. März 1927 in Montfort-l’Amaury, Yvelines; † 15. Februar 2016 in Port-de-Bouc, Bouches-du-Rhône) war ein französischer Kameramann.

## Leben
Jean Rabier begann seine Karriere bei Regisseuren der Nouvelle Vague. Zunächst war er als Assistent von Henri Decaë tätig; später arbeitete er insbesondere (bei 36 Filmen) mit Claude Chabrol zusammen.

„(Rabier) entwickelte ein hervorragendes Gespür für den Gebrauch der Farbe, der viel dazu beitrug, den sozialen und geographischen Hintergrund zu verdeutlichen, der für Chabrols beste Filme charakteristisch ist.“

## Filmografie
- 1958: Die Enttäuschten (Le Beau Serge)
- 1961: Speisekarte der Liebe (Les Godelureaux) (Regie: Claude Chabrol)
- 1962: Die sieben Todsünden (Les Sept péchés capitaux) (Episode von Claude Chabrol)
- 1962: Mittwoch zwischen 5 und 7 (Cléo de 5 à 7)
- 1962: Das Auge des Bösen (L'Œil du Malin)
- 1963: Der Frauenmörder von Paris (Landru)
- 1963: Die blonde Sünderin (La Baie des anges)
- 1963: Heißes Pflaster (Peau de banane) (Regie: Marcel Ophüls)
- 1964: Die Regenschirme von Cherbourg (Les Parapluies de Cherbourg)
- 1964: Die Frauen sind an allem schuld (Les plus belles escroqueries du monde; Episode von Claude Chabrol)
- 1964: Der Tiger liebt nur frisches Fleisch (Le Tigre aime la chair fraiche; Regie: Claude Chabrol)
- 1965: Glück aus dem Blickwinkel des Mannes (Le bonheur; Regie: Agnès Varda)
- 1965: M.C. contra Dr. KHA (Marie-Chantal contre le docteur Kha; Regie: Claude Chabrol)
- 1965: Der Tiger parfümiert sich mit Dynamit (Le Tigre se perfume à la dynamite; Regie: Claude Chabrol)
- 1967: Die Dirne und der Narr (Un idiot à Paris; Regie: Serge Korber)
- 1967: Champagner-Mörder (Le Scandale; Regie: Claude Chabrol)
- 1968: Zwei Freundinnen (Les Biches; Regie: Claude Chabrol)
- 1969: Die untreue Frau (La femme infidèle; Regie: Claude Chabrol)
- 1969: Das Biest muß sterben (Que la bête meure; Regie: Claude Chabrol)
- 1970: Der Schlachter (Le Boucher; Regie: Claude Chabrol)
- 1970: Der Riß (La Rupture; Regie: Claude Chabrol)
- 1970: Alles tanzt nach meiner Pfeife (L’Homme orchestre)
- 1970: Kalter Schweiß (De la part des copains; Regie: Terence Young)
- 1971: Vor Einbruch der Nacht (Juste avant la nuit; Regie: Claude Chabrol)
- 1971: Der zehnte Tag (La Décade prodigieuse; Regie: Claude Chabrol)
- 1972: Der Halunke (Docteur Popaul; Regie: Claude Chabrol)
- 1973: Blutige Hochzeit (Les Noces rouges; Regie: Claude Chabrol)
- 1974: Nada
- 1975: Ein lustiges Leben (Une partie de plaisir; Regie: Claude Chabrol)
- 1975: Die Unschuldigen mit den schmutzigen Händen (Les Innocents aux mains sales; Regie: Claude Chabrol)
- 1976: Die Schuldigen mit den sauberen Händen (Les Magiciens; Regie: Claude Chabrol)
- 1976: Die verrückten Reichen (Folies bourgeoises)
- 1977: Alice (Alice ou la dernière fugue; Regie: Claude Chabrol)
- 1978: Blutsverwandte (Les Liens de sang; Regie: Claude Chabrol)
- 1978: Violette Nozière (Regie: Claude Chabrol)
- 1980: Des Traumpferd (Le Cheval d’orgueil; Regie: Claude Chabrol)
- 1982: Die Wahlverwandtschaften (Les Affinités électives; Regie: Claude Chabrol)
- 1982: Die Fantome des Hutmachers (Les Fantômes du chapelier; Regie: Claude Chabrol)
- 1985: Hühnchen in Essig (Poulet au vinaigre; Regie: Claude Chabrol)
- 1987: Masken (Masques; Regie: Claude Chabrol)
- 1987: Der Schrei der Eule (Le Cri du hibou; Regie: Claude Chabrol)
- 1988: Zwei Witwen für eine Leiche (À notre regrettable époux; Regie: Serge Korber)
- 1988: Eine Frauensache (Une affaire de femmes; Regie: Claude Chabrol)
- 1990: Stille Tage in Clichy (Jours tranquilles à Clichy; Regie: Claude Chabrol)
- 1990: Dr. M (Regie: Claude Chabrol)
- 1991: Madame Bovary (Regie: Claude Chabrol)